# Briesen (Spreewald)
Briesen (Spreewald) (em baixo sorábio: Brjazyna) é um município da Alemanha, situado no distrito de Spree-Neiße, no estado de Brandemburgo. Tem 9,04 km² de área, e sua população em 2019 foi estimada em 771 habitantes.